# 兰草镇
兰草镇，是中华人民共和国四川省巴中市平昌县下辖的一个乡镇级行政单位。

## 行政区划
兰草镇下辖以下地区：
兰草社区、螺蛳村、丁家村、三峰村、双柏村、建政村、姚家村、木阁村、五枝村、中仁村、梁铜村和里仁村。